# Desmodiastrum
Desmodiastrum es un género de plantas con flores perteneciente a la familia Fabaceae.Comprende 3 especies descritas y aceptadas.

## Taxonomía
El género fue descrito por (Prain) A.Pramanik & Thoth. y publicado en Journal of the Indian Botanical Society 65: 374. 1986.

## Especies aceptadas
A continuación se brinda un listado de las especies del género Desmodiastrum aceptadas hasta julio de 2014, ordenadas alfabéticamente. Para cada una se indica el nombre binomial seguido del autor, abreviado según las convenciones y usos.	
- Desmodiastrum belgaumense (Wight) A.Pramanik & Thoth.
- Desmodiastrum parviflorum (Dalzell) H. Ohashi
- Desmodiastrum racemosum (Benth.) A.Pramanik & Thoth.